# Équipe cycliste Omega Pharma-Lotto
Pour les articles homonymes, voir Équipe cycliste Lotto (homonymie).
L'équipe cycliste Omega Pharma-Lotto est une équipe belge de cyclisme professionnel sur route participant au ProTour. Créée en 2005, après la disparition de l'équipe Lotto, elle est financée par la société pharmaceutique Omega Pharma, associée à la loterie nationale belge Lotto. Elle est dirigée par Geert Coeman et Marc Sergeant. Elle a pour leaders les Belges Philippe Gilbert, vainqueur notamment du Tour de Lombardie en 2009 et 2010, de l'Amstel Gold Race 2010 et 2011, de la Flèche wallonne 2011, de Liège-Bastogne-Liège 2011 et de Paris-Tours en 2008 et 2009, et Jurgen Van den Broeck, 5e du Tour de France 2010, ainsi que l'Allemand André Greipel, ayant accumulé 56 victoires avec le Team Columbia-HTC entre 2008 et 2010, dont deux Tour Down Under, 2 étapes du Tour d'Italie, 4 du Tour d'Espagne et le classement par points en 2009. Elle a auparavant compté dans ses rangs Cadel Evans (2005-2009), vainqueur de l'UCI ProTour 2007, champion du monde en 2009 et deux fois deuxième du Tour de France, et le sprinteur Robbie McEwen (2005-2008), vainqueur de la Vattenfall Cyclassics 2008 et d'étapes du Tour d'Italie et du Tour de France.

## Histoire de l'équipe

### Historique des sponsors
L'équipe Davitamon-Lotto apparaît en 2005. La société Omega Pharma, partenaire de Quick Step depuis 2003, annonce durant l'été 2004 sa volonté de s'associer avec Lotto pour former une nouvelle équipe. Unilin Flooring, propriétaire de Quick Step, décide par conséquent de rompre sa collaboration avec Omega Pharma pour 2005. Omega Pharma est le principal sponsor de l'équipe, apportant 3,2 millions d'euros par an, contre 2,5 pour la loterie nationale belge. Satisfait des retours de son investissement dans le cyclisme, Omega Pharma souhaite continuer de promouvoir sa marque Davitamon. L'équipe prend de ce fait le nom Davitamon-Lotto.
L'engagement d'Omega Pharma est initialement prévu pour 4 ans, soit jusqu'à la fin de la saison 2008. En décembre 2007, il est prolongé jusqu'à fin 2011.

Logo de l'équipe en 2008 et 2009.

En 2007, Omega Pharma, estimant avoir atteint ses objectifs dans la promotion de Davitamon, souhaite promouvoir un autre de ses produits, Predictor (un test de grossesse), et change le nom de l'équipe en Predictor-Lotto. En 2008, le nom change de nouveau et devient Silence-Lotto, Silence étant un nouveau produit qu'Omega Pharma souhaite promouvoir.
En 2010, Omega Pharma cesse de donner à l'équipe le nom d'un de ces produits, préférant « mettre en avant l'image du groupe ». L'équipe devient Omega Pharma-Lotto.
Le 1er août 2011, Marc Coucke, le président d'Omega Pharma annonce une fusion des équipes Omega Pharma-Lotto et Quick Step. À partir de 2012 et pour deux saisons, Omega Pharma deviendra le sponsor principal et Quick Step le co-sponsor pour former l'équipe Omega Pharma-Quick Step.

### 2005
L'équipe est dirigée par Marc Coucke, PDG d'Omega Pharma, et Geert Coeman. Marc Sergeant, issu de l'équipe Lotto, est à la tête de l'encadrement sportif de l'équipe. Les directeurs sportifs sont Hendrik Redant (ex-Lotto également), Herman Frison (provenant de Relax-Bodysol) et Eric Van Lancker. L'effectif est composé de 27 coureurs. Onze d'entre eux sont issus de l'équipe Lotto, six de l'équipe Relax-Bodysol. Elle compte notamment dans ses rangs Peter Van Petegem, le sprinter australien Robbie McEwen et Cadel Evans, recruté pour les courses par étapes et notamment le Tour de France.
Davitamon-Lotto fait partie des vingt équipes participant à l'UCI ProTour inauguré en 2005.

### 2006-2011
Gagnante à onze reprises sur route en 2010[réf. nécessaire], l'équipe Omega Pharma-Lotto est beaucoup plus prolifique en 2011 avec vingt-neuf succès, dont 18 pour Philippe Gilbert, qui est le coureur ayant le plus gagné durant l'année toutes équipes confondues,,. Sur ses dix-huit succès, les principaux sont les victoires sur les trois classiques ardennaises World Tour que sont l'Amstel Gold Race, la Flèche wallonne et Liège-Bastogne-Liège,. Il remporte également sur le World Tour la Classique de Saint-Sébastien et le Grand Prix cycliste de Québec. L'ensemble de ces résultats permet à Gilbert de remporter le classement individuel de l'UCI World Tour avec 718 points. André Greipel obtient huit victoires dans la saison dont une étape du Tour de France, ce qui est quantitativement moins bon que ses résultats durant les trois saisons précédentes où il avait eu au minimum 15 victoires. Le Tour de France est également réussi par l'équipe cette saison,. Bien qu'une chute ait provoqué l'abandon de son chef de file Van den Broeck, l'équipe remporte trois étapes grâce à Gilbert, Greipel et Vanendert,. Gilbert a également porté le maillot jaune grâce à sa victoire d'étape et Vanendert le maillot à pois de meilleur grimpeur jusqu'à la dix-neuvième étape. Omega Pharma-Lotto profite de la saison de Gilbert pour remporter le classement par équipes,,.

### Fin de l'équipe
Malgré une saison sportive caractérisée par de nombreuses victoires, des tensions remontant à plusieurs saisons apparaissent dès le début de l'année 2011 entre les deux sponsors Omega Pharma et Lotto, Lotto voulant une équipe à forte tonalité belge et Omega Pharma ayant une vision plus internationale de son équipe. Ces tensions aboutissent à ce que le 30 avril 2011, Lotto réalise un communiqué indiquant la séparation des deux sponsors à l'issue de la saison, Lotto annonçant poursuivre son engagement dans le cyclisme jusque 2015. Dès lors des rumeurs font état d'un rapprochement entre Omega Pharma et la formation Quick Step est évoqué. Propriétaire de l'équipe via une filiale, Omega Pharma annonce alors vouloir conserver dans sa future équipe ses chefs de file belges Philippe Gilbert et Jurgen Van den Broeck.
Lotto concrétise son nouveau projet en novembre 2011. Alliée dès lors à Belisol, la nouvelle formation Lotto-Belisol compte dans ses rangs une majorité de coureurs issus d'Omega Pharma-Lotto, avec comme chefs de file André Greipel, Jürgen Roelandts, Jelle Vanendert et Jurgen Van den Broeck,. De son côté Omega Pharma s'allie à Quick Step pour 2012 pour former l'équipe Omega Pharma-Quick Step.

## Classements et résultats

### Classements UCI

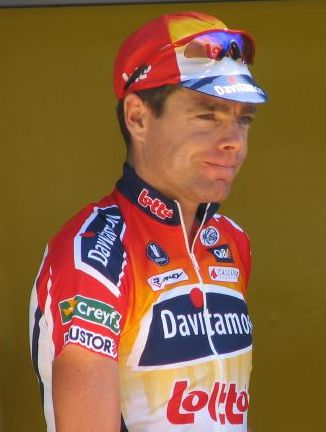
Cadel Evans en 2006

L'équipe Davitamon-Lotto intègre en 2005 le ProTour nouvellement créé. Le tableau ci-dessous présente les classements de l'équipe sur ce circuit de 2005 à 2008, ainsi que son meilleur coureur au classement individuel. 
| Saison | Classement par équipes | Meilleur coureur au classement individuel |
| ------ | ---------------------- | ----------------------------------------- |
| 2005   | 4e                     | Cadel Evans (17e)                         |
| 2006   | 16e                    | Cadel Evans (4e)                          |
| 2007   | 9e                     | Cadel Evans (1er)                         |
| 2008   | 11e                    | Cadel Evans (6e)                          |

En 2009, le ProTour est remplacé par le Classement mondial UCI.
| Saison | Classement par équipes | Meilleur coureur au classement individuel |
| ------ | ---------------------- | ----------------------------------------- |
| 2009   | 6e                     | Cadel Evans (5e)                          |
| 2010   | 8e                     | Philippe Gilbert (3e)                     |

En 2011, le Classement mondial UCI devient l'UCI World Tour.
| Saison | Classement par équipes | Meilleur coureur au classement individuel |
| ------ | ---------------------- | ----------------------------------------- |
| 2011   | 1re                    | Philippe Gilbert (1er)                    |

### Principales victoires
Ce tableau liste les victoires majeures de l'équipe.

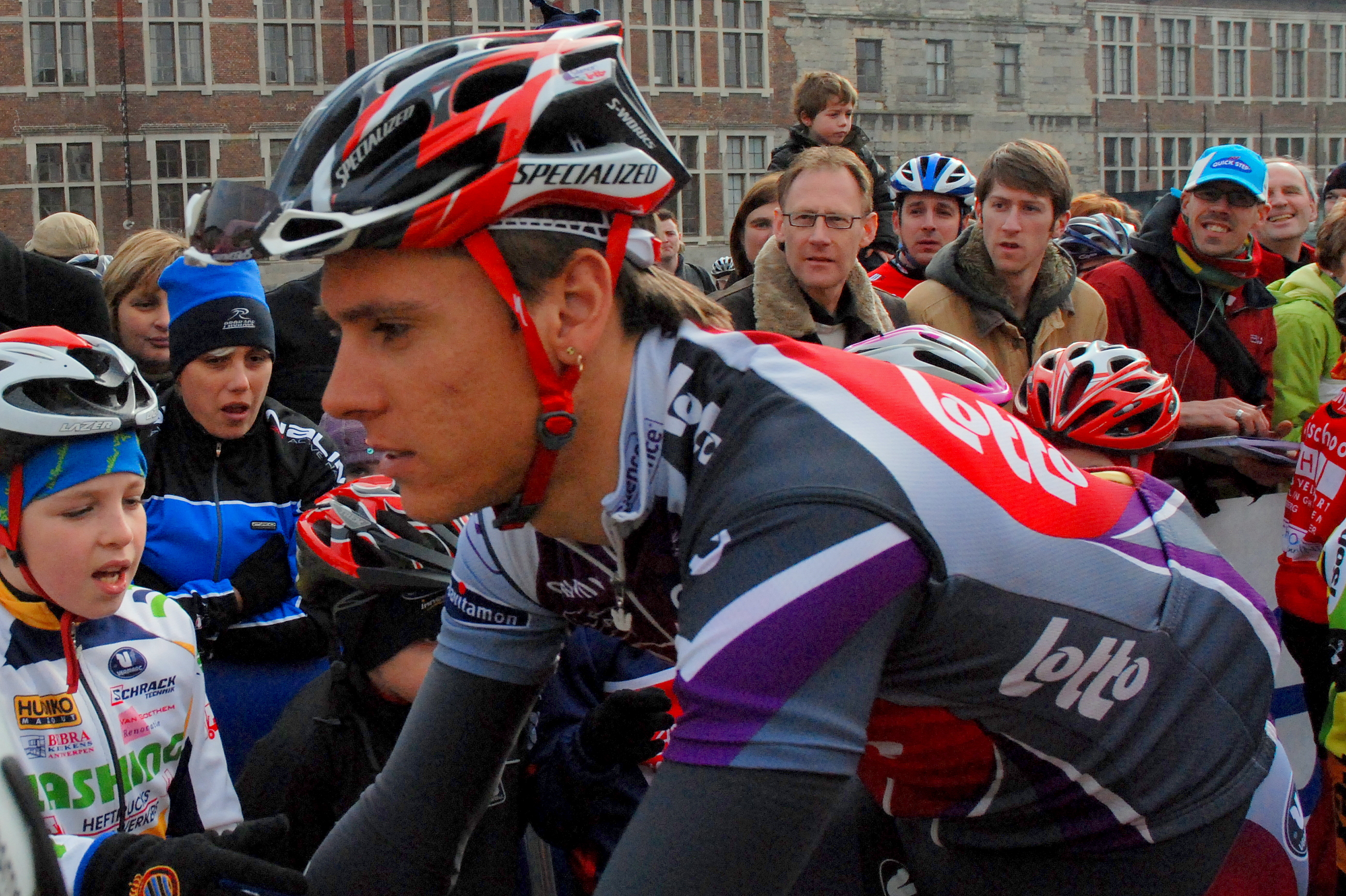
Philippe Gilbert au départ du Circuit Het Nieuwsblad 2009

| Date       | Course                        | Pays      | Classe | Vainqueur         |
| ---------- | ----------------------------- | --------- | ------ | ----------------- |
| 06/04/2005 | Gand-Wevelgem                 | Belgique  | PT     | Nico Mattan       |
| 30/04/2006 | Tour de Romandie              | Suisse    | PT     | Cadel Evans       |
| 15/09/2007 | Tour de Pologne               | Pologne   | PT     | Johan Vansummeren |
| 07/09/2008 | Vattenfall Cyclassics         | Allemagne | PT     | Robbie McEwen     |
| 11/10/2009 | Paris-Tours                   | France    | 1.HC   | Philippe Gilbert  |
| 17/10/2009 | Tour de Lombardie             | Italie    | HIS    | Philippe Gilbert  |
| 18/04/2010 | Amstel Gold Race              | Pays-Bas  | PT     | Philippe Gilbert  |
| 16/10/2010 | Tour de Lombardie             | Italie    | HIS    | Philippe Gilbert  |
| 17/04/2011 | Amstel Gold Race              | Pays-Bas  | WT     | Philippe Gilbert  |
| 20/04/2011 | Flèche wallonne               | Belgique  | WT     | Philippe Gilbert  |
| 24/04/2011 | Liège-Bastogne-Liège          | Belgique  | WT     | Philippe Gilbert  |
| 30/07/2011 | Classique de Saint-Sébastien  | Espagne   | WT     | Philippe Gilbert  |
| 09/09/2011 | Grand Prix cycliste de Québec | Canada    | WT     | Philippe Gilbert  |

### Bilan sur les grands tours
Depuis 2005, Omega Pharma-Lotto a participé aux 21 grands tours disputés. Ses meilleurs places au classement général ont été obtenues par Cadel Evans, notamment deuxième du Tour de France en 2007 et 2008, et troisième du Tour d'Espagne 2009. Robbie McEwen a remporté le classement par points du Tour de France 2006, Greg Van Avermaet celui du Tour d'Espagne 2008 et Matthew Lloyd le classement de la montagne du Tour d'Italie 2010. L'équipe a remporté 23 étapes de grands tours, dont 14 par le sprinter Robbie McEwen.
| Course              | Meilleur coureur au classement individuel | Classements annexes                       | Victoires d'étapes                                     | Classement par équipes      |
| ------------------- | ----------------------------------------- | ----------------------------------------- | ------------------------------------------------------ | --------------------------- |
| Tour d'Italie 2005  | Wim Van Huffel (11e)                      |                                           | 3 : Robbie McEwen                                      | 6e au temps 1re aux points  |
| Tour de France 2005 | Cadel Evans (8e)                          |                                           | 3 : Robbie McEwen                                      | 14e                         |
| Tour d'Espagne 2005 | Mauricio Ardila (8e)                      |                                           |                                                        | 5e                          |
| Tour d'Italie 2006  | Wim Van Huffel (17e)                      |                                           | 3 : Robbie McEwen                                      | 19e au temps 17e aux points |
| Tour de France 2006 | Cadel Evans (4e)                          | Classement par points : Robbie McEwen     | 3 : Robbie McEwen                                      | 12e                         |
| Tour d'Espagne 2006 | Christopher Horner (20e)                  |                                           |                                                        | 13e                         |
| Tour d'Italie 2007  | Mario Aerts (20e)                         |                                           | 1 : Robbie McEwen                                      | 9e au temps 14e aux points  |
| Tour de France 2007 | Cadel Evans (2e)                          |                                           | 2 : Robbie McEwen et Cadel Evans                       | 7e                          |
| Tour d'Espagne 2007 | Cadel Evans (4e)                          |                                           |                                                        | 8e                          |
| Tour d'Italie 2008  | Jurgen Van den Broeck (7e)                |                                           |                                                        | 5e au temps 11e aux points  |
| Tour de France 2008 | Cadel Evans (2e)                          |                                           |                                                        | 5e                          |
| Tour d'Espagne 2008 | Roy Sentjens (33e)                        | Classement par points : Greg Van Avermaet | 1 : Greg Van Avermaet                                  | 10e                         |
| Tour d'Italie 2009  | Francis De Greef (21e)                    |                                           | 1 : Philippe Gilbert                                   | 19e au temps 20e aux points |
| Tour de France 2009 | Jurgen Van den Broeck (15e)               |                                           |                                                        | 13e                         |
| Tour d'Espagne 2009 | Cadel Evans (3e)                          |                                           |                                                        | 8e                          |
| Tour d'Italie 2010  | Francis De Greef (21e)                    | Classement de la montagne : Matthew Lloyd | 1 : Matthew Lloyd                                      | 5e au temps 16e aux points  |
| Tour de France 2010 | Jurgen Van den Broeck (5e)                |                                           |                                                        | 5e                          |
| Tour d'Espagne 2010 | Jan Bakelants (19e)                       |                                           | 2 : Philippe Gilbert                                   | 7e                          |
| Tour d'Italie 2011  | Jan Bakelants (23e)                       | Classement des sprints : Jan Bakelants    | 1 : Bart De Clercq                                     | 7e au temps 17e aux points  |
| Tour de France 2011 | Jelle Vanendert (20e)                     |                                           | 3 : Philippe Gilbert, André Greipel et Jelle Vanendert | 20e                         |
| Tour d'Espagne 2011 | Jurgen Van den Broeck (8e)                |                                           |                                                        | 13e                         |

### Championnats du monde
- Cyclisme sur route : 1
  - Course en ligne : 2009 (Cadel Evans)

### Championnats nationaux
| Cyclisme sur route - Championnats d'Australie : 1 Course en ligne : 2008 (Matthew Lloyd) - Championnats de Belgique : 6 Course en ligne : 2005 (Serge Baguet), 2008 (Jürgen Roelandts), 2011 (Philippe Gilbert) Contre-la-montre : 2006 (Dries Devenyns), 2007 (Leif Hoste), 2011 (Philippe Gilbert) - Championnats des Pays-Bas : 1 Course en ligne : 2005 (Léon van Bon) | Cyclisme sur piste - Championnats de Belgique : 3 Poursuite par équipes : 2006 (Steve Schets), 2007 (Dominique Cornu) Poursuite individuelle : 2007 (Dominique Cornu) |

## Omega Pharma-Lotto en 2011

### Effectif
| Cycliste              | Date de naissance | Nationalité | Équipe 2010                  |
| --------------------- | ----------------- | ----------- | ---------------------------- |
| Mario Aerts           | 31.12.1974        | Belgique    | Omega Pharma-Lotto           |
| Jan Bakelants         | 14.02.1986        | Belgique    | Omega Pharma-Lotto           |
| Adam Blythe           | 01.10.1989        | Royaume-Uni | Omega Pharma-Lotto           |
| David Boucher         | 17.03.1980        | France      | Landbouwkrediet              |
| Bart De Clercq        | 26.08.1986        | Belgique    | Davo-Lotto                   |
| Francis De Greef      | 02.02.1985        | Belgique    | Omega Pharma-Lotto           |
| Kenny Dehaes          | 10.11.1984        | Belgique    | Omega Pharma-Lotto           |
| Jens Debusschere      | 28.08.1989        | Belgique    | PWS Eijssen                  |
| Gert Dockx            | 04.07.1988        | Belgique    | HTC-Columbia                 |
| Philippe Gilbert      | 05.07.1982        | Belgique    | Omega Pharma-Lotto           |
| André Greipel         | 16.07.1982        | Allemagne   | HTC-Columbia                 |
| Adam Hansen           | 11.05.1981        | Australie   | HTC-Columbia                 |
| Olivier Kaisen        | 30.04.1983        | Belgique    | Omega Pharma-Lotto           |
| Sebastian Lang        | 15.09.1979        | Allemagne   | Omega Pharma-Lotto           |
| Matthew Lloyd         | 24.05.1983        | Australie   | Omega Pharma-Lotto           |
| Klaas Lodewyck        | 24.03.1988        | Belgique    | Topsport Vlaanderen-Mercator |
| Maarten Neyens        | 01.03.1985        | Belgique    | Topsport Vlaanderen-Mercator |
| Óscar Pujol           | 16.10.1983        | Espagne     | Cervélo TestTeam             |
| Vicente Reynés        | 30.07.1981        | Espagne     | HTC-Columbia                 |
| Jürgen Roelandts      | 02.07.1985        | Belgique    | Omega Pharma-Lotto           |
| Marcel Sieberg        | 30.04.1982        | Allemagne   | HTC-Columbia                 |
| Jurgen Van de Walle   | 09.02.1977        | Belgique    | Quick Step                   |
| Sven Vandousselaere   | 29.08.1988        | Belgique    | Jong Vlaanderen-Bauknecht    |
| Jelle Vanendert       | 19.02.1985        | Belgique    | Omega Pharma-Lotto           |
| Jurgen Van den Broeck | 01.02.1983        | Belgique    | Omega Pharma-Lotto           |
| Jussi Veikkanen       | 29.03.1981        | Finlande    | FDJ                          |
| Frederik Willems      | 08.09.1979        | Belgique    | Liquigas-Doimo               |
| Stagiaire             | Date de naissance | Nationalité | Équipe 2011                  |
| Tosh Van der Sande    |                   | Belgique    | Omega Pharma-Lotto Davo      |

### Victoires
| Date       | Course                                   | Pays     | Classe | Vainqueur             |
| ---------- | ---------------------------------------- | -------- | ------ | --------------------- |
| 16/02/2011 | 1re étape du Tour de l'Algarve           | Portugal | 2.1    | Philippe Gilbert      |
| 19/02/2011 | 4e étape du Tour de l'Algarve            | Portugal | 2.1    | André Greipel         |
| 05/03/2011 | Monte Paschi Strade Bianche              | Italie   | 1.1    | Philippe Gilbert      |
| 13/03/2011 | 5e étape de Tirreno-Adriatico            | Italie   | WT     | Philippe Gilbert      |
| 29/03/2011 | 1re étape des Trois Jours de La Panne    | Belgique | 2.HC   | André Greipel         |
| 13/04/2011 | Flèche brabançonne                       | Belgique | 1.HC   | Philippe Gilbert      |
| 17/04/2011 | Amstel Gold Race                         | Pays-Bas | WT     | Philippe Gilbert      |
| 20/04/2011 | Flèche wallonne                          | Belgique | WT     | Philippe Gilbert      |
| 24/04/2011 | Liège-Bastogne-Liège                     | Belgique | WT     | Philippe Gilbert      |
| 29/04/2011 | 6e étape du Tour de Turquie              | Turquie  | 2.HC   | André Greipel         |
| 13/05/2011 | 7e étape du Tour d'Italie                | Italie   | WT     | Bart De Clercq        |
| 26/05/2011 | 1re étape du Tour de Belgique            | Belgique | 2.HC   | André Greipel         |
| 28/05/2011 | 3e étape du Tour de Belgique             | Belgique | 2.HC   | Philippe Gilbert      |
| 29/05/2011 | 4e étape du Tour de Belgique             | Belgique | 2.HC   | André Greipel         |
| 29/05/2011 | Classement général du Tour de Belgique   | Belgique | 2.HC   | Philippe Gilbert      |
| 06/06/2011 | 1re étape du Critérium du Dauphiné       | France   | WT     | Jurgen Van den Broeck |
| 18/06/2011 | 4e étape du Ster ZLM Toer                | Pays-Bas | 2.1    | Philippe Gilbert      |
| 18/06/2011 | Classement général du Ster ZLM Toer      | Pays-Bas | 2.1    | Philippe Gilbert      |
| 26/06/2011 | Championnat de Belgique sur route        | Belgique | CN     | Philippe Gilbert      |
| 02/07/2011 | 1re étape du Tour de France              | France   | WT     | Philippe Gilbert      |
| 12/07/2011 | 10e étape du Tour de France              | France   | WT     | André Greipel         |
| 16/07/2011 | 14e étape du Tour de France              | France   | WT     | Jelle Vanendert       |
| 30/07/2011 | Classique de Saint-Sébastien             | Espagne  | WT     | Philippe Gilbert      |
| 09/08/2011 | 1re étape de l'Eneco Tour                | Pays-Bas | WT     | André Greipel         |
| 10/08/2011 | 2e étape de l'Eneco Tour                 | Belgique | WT     | André Greipel         |
| 11/08/2011 | 3e étape de l'Eneco Tour                 | Belgique | WT     | Philippe Gilbert      |
| 15/08/2011 | Championnat de Belgique contre-la-montre | Belgique | CN     | Philippe Gilbert      |
| 09/09/2011 | Grand Prix cycliste de Québec            | Canada   | WT     | Philippe Gilbert      |
| 14/09/2011 | Grand Prix de Wallonie                   | Belgique | 1.1    | Philippe Gilbert      |

## Saisons précédentes
| - Saison 2005 - Saison 2006 - Saison 2007 - Saison 2008 | - Saison 2009 - Saison 2010 - Saison 2011 |